# Școala Tehnică a Aeronauticii
Școala Tehnică a Aeronauticii (STA) a fost o instituție de învățământ care pregătea cadre tehnice în diferite specialități din domeniul aviației. 

## Istoric
Este continuatoarea Școlii de Meseriași Militari ai Aeronauticii de la Pipera-București înființată în 18 octombrie 1920. Prin Decretul nr. 3671/10 noiembrie 1924, școala a primit denumirea de Școala Tehnică a Aeronauticii.
Mutarea de la Pipera-București s-a făcut în toamna anului 1921 într-o fostă cazarmă de husari din Mediaș redenumită ulterior cazarma „Tudor Vladimirescu”. La 1 septembrie 1927 s-a mutat în noua cazarmă „Aurel Vlaicu” în apropierea căreia a fost amenajat un aerodrom.
În data de 26 iunie 1931 a fost înscris în această școală principele Mihai. El nu a urmat efectiv cursurile școlii, ci a fost pregătit și instruit la castelul Peleș.
În baza Ordinului Marelui Stat Major nr. 72048/26 iunie 1944, începând cu data de 26 ianuarie 1945 s-au desființat mai multe instituții de învățământ, iar sarcinile acestora au fost preluate de Centrul de Instrucție al Aviației din București alături de care funcționa și Școala Tehnică a Aeronauticii. La 28 aprilie 1945, cele două instituții sunt desființate, în baza condițiilor impuse de Comisia Aliată de Control. Are loc o reorganizare a învățământului militar de aviație și se înființează la Buzău o singură școală, atât pentru naviganți, cât și pentru personalul tehnic.
Prin Ordinul Marelui Stat Major nr. 64067/14.03.1946 se înființează la Mediaș Școala Militară de Ofițeri și Subofițeri de Aviație.
Școala a avut următorii comandanți:
- maior Gheorghe Marinescu (1923-1925);
- locotenent-colonel Constantin Celăreanu (1925-1932);
- comandor Alexandru Păun (1932-1938);
- comandor ing. Constantin Istrate (1938-1945);
- căpitan-comandor Victor Dumitrescu (1945)
- comandor Dumitru Săndulescu (1946).